# District de Thanh Tri
Le district de Thanh Trì (vietnamien : Thanh Trì) est un district rural (Huyện) de Hanoï dans la région du Delta du Fleuve Rouge au Viêt Nam.

## Présentation

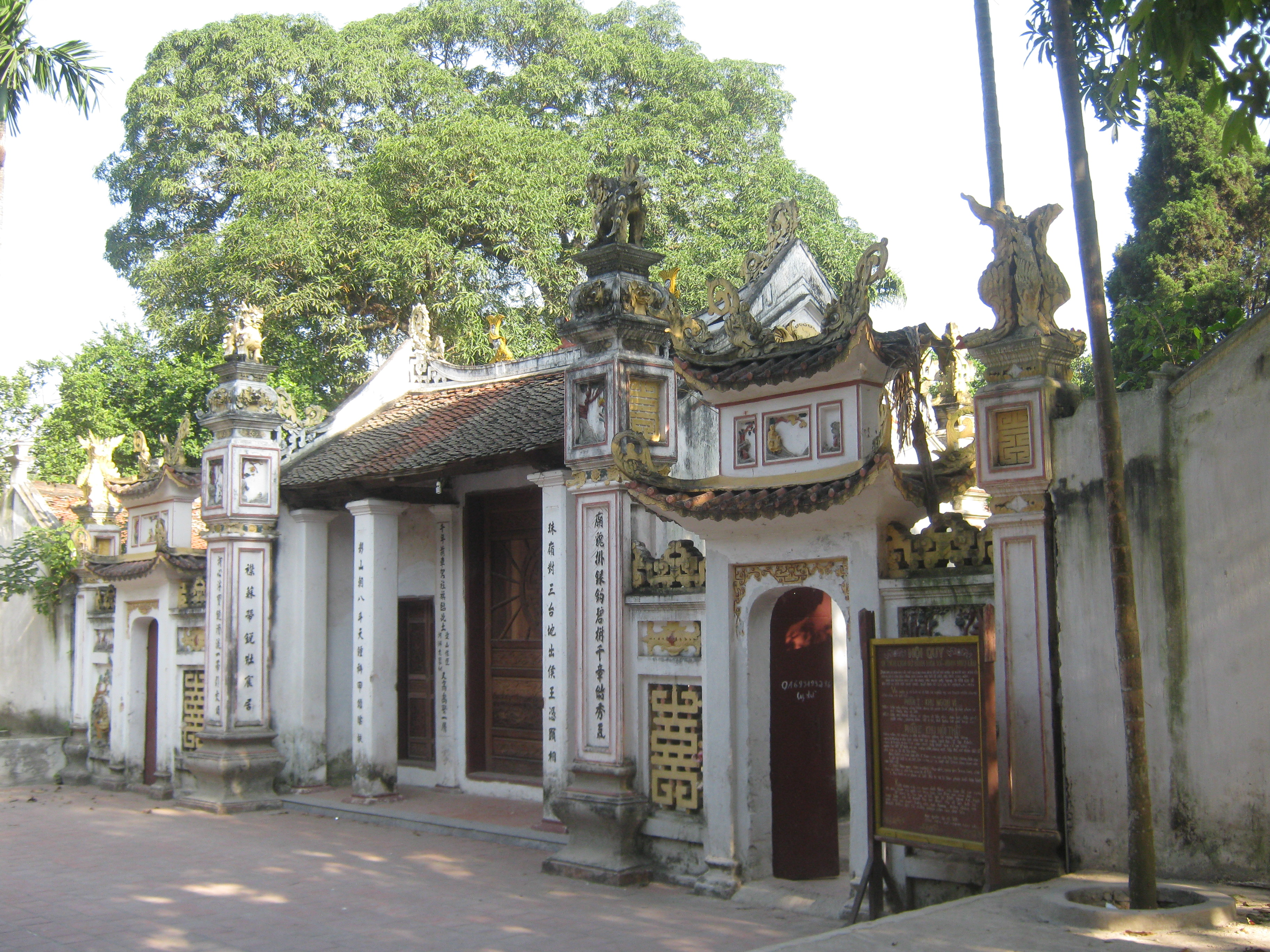
La pagode Hoa Xa.

Thanh Trì est situé au sud-est d'Hanoï, sur la rive occidentale du Fleuve Rouge. 
Il est entouré du district de Thanh Xuan à son ouest, du district de Hoang Mai  au nord, du district de Ha Dong à l'ouest, du district de Gia Lam  à l'est et au sud des districts de Thanh Oai  et de Thuong Tin.
Les nombreux étangs, lacs et marais ont influencé le choix du nom :  "Thanh Trì" signifie "bleu", et le nom historique du district Thanh Dam, signifie "lagon Bleu".